# Dorte Wier
Dorte Wier (født 6. maj1958 på Frederiksberg) er dansk advokat, leder af Dansk Kvindesamfunds Rådgivning, Censorformand på området "Administration og Forvaltning", ekstern lektor RUC i fagene erhvervsret og international business law, gæsteforelæser på bl.a. Aalborg Universitet i juridisk metode og forvaltningsret. Hun er bestyrelsesformand for diverse herunder forskningsfonden Valborg og Edith Larsens æreslegat, der uddeles en gang årligt efter indstilling.
Dorte Wier har tidligere været ansat i statsadministrationen i henholdsvis Skatteministeriet og Landbrugsministeriet (nu Miljø- og Fødevareministeriet) og haft andre lektorstillinger. Hun har endvidere været bestyrelsesformand for erhvervsskoleområdet i Djøf samt andre bestyrelsesposter i Djøf herunder i Akademikernes Centralorganisation.
Dorte Wier er forfatter til bl.a. artikel i Århus Stifts årbøger, Bd. 93 (2010) titel "Arkitekt Peter Marius Wier",
og lærebøgerne:
- Ansættelsesret – praktisk arbejdsret, ISBN 9788741275192
- International proces- og privat ret – Kompendium, ISBN 978-87-992008-9-4